# Rajkoke

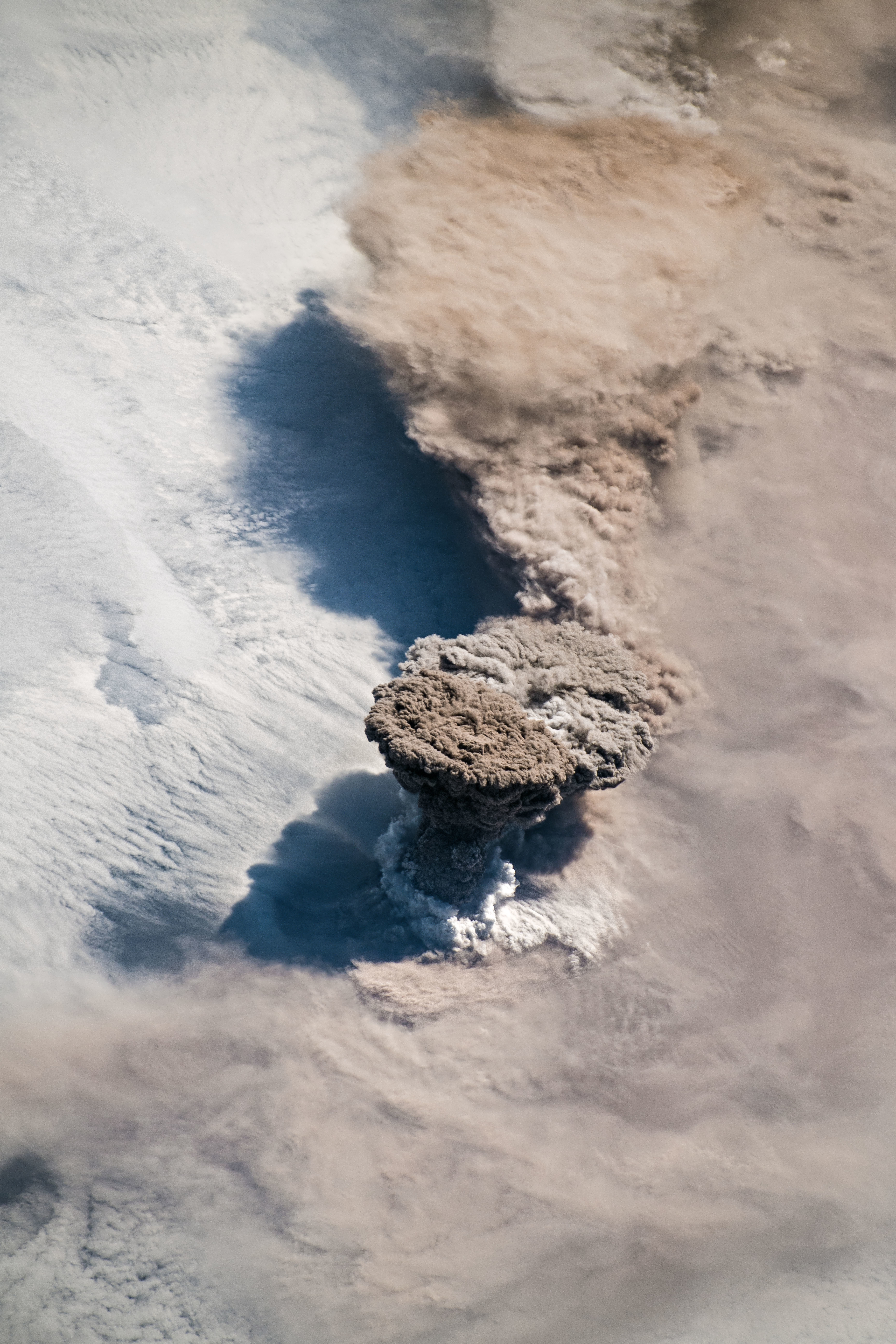
Eruzione del vulcano Raikoke del 2019.

Rajkoke (in russo Райкоке; in giapponese 雷公計島, Raikoke-tō) è un'isola russa che fa parte dell'arcipelago delle Isole Curili ed è situata tra il Mare di Ochotsk e l'Oceano Pacifico settentrionale. Amministrativamente fa parte del Severo-Kuril'skij rajon dell'oblast' di Sachalin, nel Estremo Oriente. Il suo nome viene dalla lingua ainu e significa "porta dell'inferno". L'isola è disabitata.

## Geografia
Rajkoke si trova nella parte centrale delle isole Curili, 70 km a sud-est di Šiaškotan, al di là dello stretto di Krusenstern (пролив Крузенштерна). Nello stretto, 50 km a nord di Rajkoke, si trovano gli scogli Lovuški (скалы Ловушки; in italiano "scogli trappole"), (48°33′10.72″N 153°51′43.75″E). A sud lo stretto di Golovnin (пролив Головнина) la separa da Matua.
L'isola è la parte emersa di uno stratovulcano attivo; è praticamente rotonda con un diametro di 2-2,5 km ed è alta 551 m s.l.m. Il cratere ha una profondità di 60 m. La sua superficie è di 4,6 km². Sull'isola non c'è acqua potabile ed è quasi priva di vegetazione.
Attività registrate del vulcano risalgono al 1760, un'eruzione esplosiva nel 1778, poi nel 1924, e l'ultima nel 2019.

## Fauna
Raikoke è una delle cinque più importanti colonie di leoni marini di Steller sulle isole Curili e ospita una delle più numerose popolazioni di fulmaro. Il capitano Henry James Snow riferì che nel 1883 circa 15.000 callorini dell'Alaska popolavano l'isola. Nel 1890 fu registrata la cattura di solo poche decine di esemplari, quasi certamente dovuta al sovrasfruttamento da parte dei cacciatori di pellicce. Attualmente il callorino dell'Alaska non si riproduce su Raikoke.

## Storia
Al momento del contatto con gli europei, l'isola era visitata dalle tribù degli Ainu nelle loro battute di caccia e pesca, ma non aveva una popolazione permanente.
L'isola appare su una mappa ufficiale dei territori del clan Matsumae, un dominio feudale del periodo Edo in Giappone (1644), domini confermati ufficialmente dallo shogunato Tokugawa nel 1715. 
Successivamente la sovranità passò all'Impero russo, in base ai termini del Trattato di Shimoda nel 1855, poi all'Impero del Giappone, secondo il Trattato di San Pietroburgo (1875), insieme al resto delle isole Curili. Amministrativamente l'isola faceva parte della sottoprefettura di Nemuro, nella prefettura di Hokkaidō.
Dopo la seconda guerra mondiale, l'isola passò sotto il controllo dell'Unione Sovietica e attualmente fa parte della Federazione Russa.